# Tvåstegshypotesen
Tvåstegshypotesen är en hypotes av sociologerna Elihu Katz och Paul Lazarsfeld. Hypotesen innebär att mediers budskap och individers personliga referenser inte enbart avgör hur medierna påverkar. Opinionsbildare kan fungera som en kanal för grupper i samhället. Opinionsbildaren håller sig uppdaterad om olika händelser som beskrivs i medier och presenterar sin tolkning för mindre aktiva delar av befolkningen. Människors val grundas alltså inte bara på den information som de mottagit via medier utan även på information som mottagits via opinionsledare.  